# Microgeshna laportei
Microgeshna laportei is een vlinder uit de familie van de grasmotten (Crambidae). De wetenschappelijke naam van deze soort is voor het eerst voorgesteld als Stenia laportei door Henry Legrand in een publicatie uit 1966.
De soort komt voor op het eiland Aldabra van de Seychellen.